# Кастелето (Милано)
Кастелето је насеље у Италији у округу Милано, региону Ломбардија.
Према процени из 2011. у насељу је живело 220 становника. Насеље се налази на надморској висини од 120 м.